# Cathédrale Saint-Pierre de Worms
Pour les articles homonymes, voir Cathédrale Saint-Pierre.
La cathédrale Saint-Pierre (allemand : Wormser Dom) est la principale église romane et la construction la plus importante de Worms, et se place à côté des cathédrales de Spire et de Mayence parmi les églises romanes les plus remarquables de la vallée du Rhin.

## Architecture
Cette imposante basilique comprend quatre tours rondes, deux grandes coupoles, et un chœur à chaque extrémité. Elle possède une apparence de robustesse et d'autorité architecturale, alors que l'impression produite par l'intérieur est celle d'une grande dignité et simplicité, soulignée par la couleur naturelle rouge du grès employé pour sa construction.
Seul le plan au sol et la partie basse des tours occidentales sont issus de la construction d'origine consacrée en 1110. Le reste a été pour la plupart terminé en 1181, mais le chœur occidental et la voûte ont été construits au XIIIe siècle, l'élaboré portail sud a été ajouté au XIVe siècle, et le dôme central a été reconstruit.
La décoration des parties les plus anciennes est simple, à la limite du dépouillement, et même les ouvrages postérieurs, plus raffinés, ne montrent pas une plus grande facture décorative. Cependant, le maître-autel est un exemple de baroque franconien, œuvre du sculpteur rococo, Johann Wolfgang von der Auwera. Le baptistère accueille cinq reliefs de pierre remarquables de la fin du XVe siècle.
Apparaissent les représentations d'Ecclesia et Synagoga.
La cathédrale est longue de 113 m, la nef mesure 29 m de large et le transept 38 m chapelles incluses.

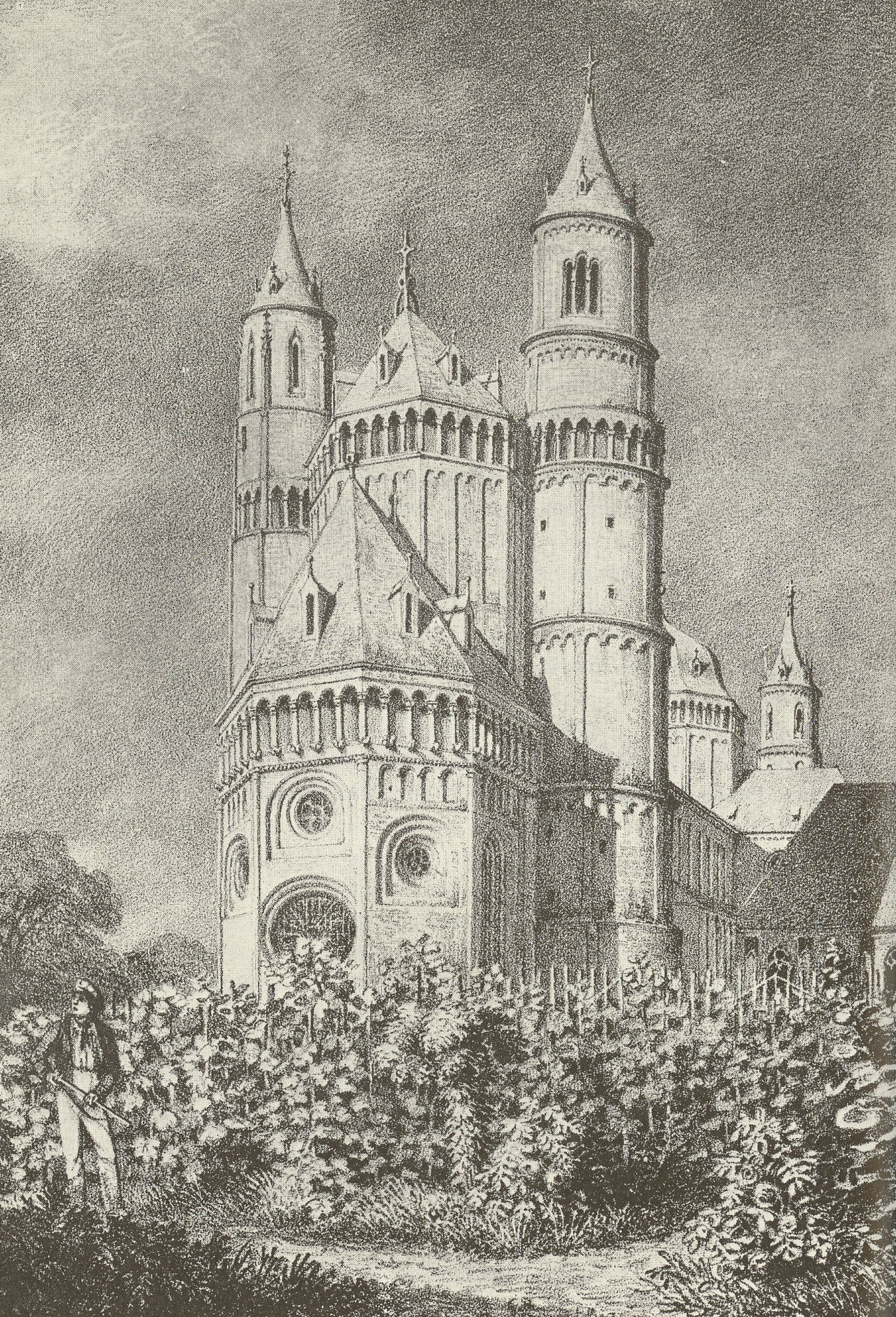
Façade ouest, 1824
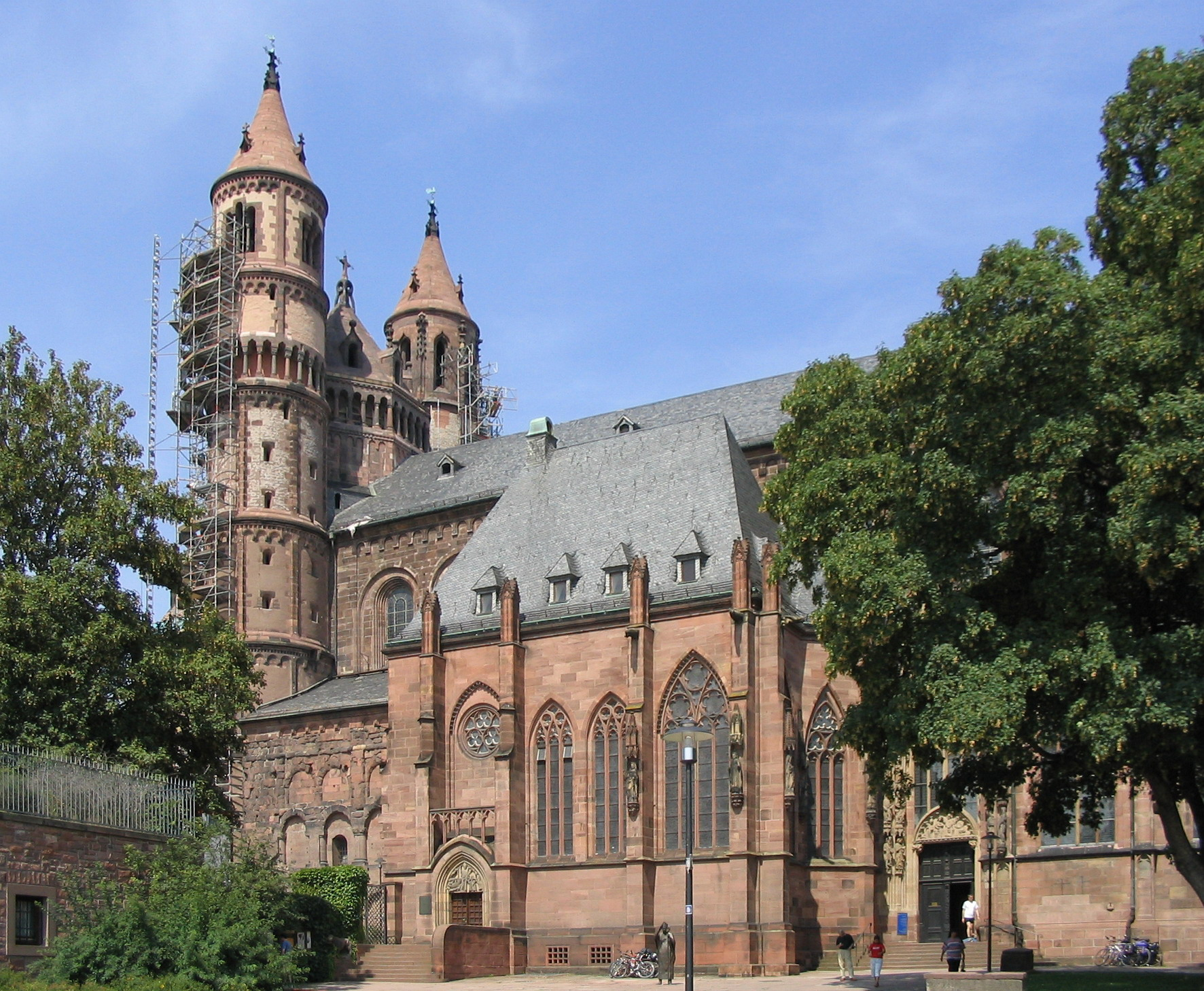
Vue de côté
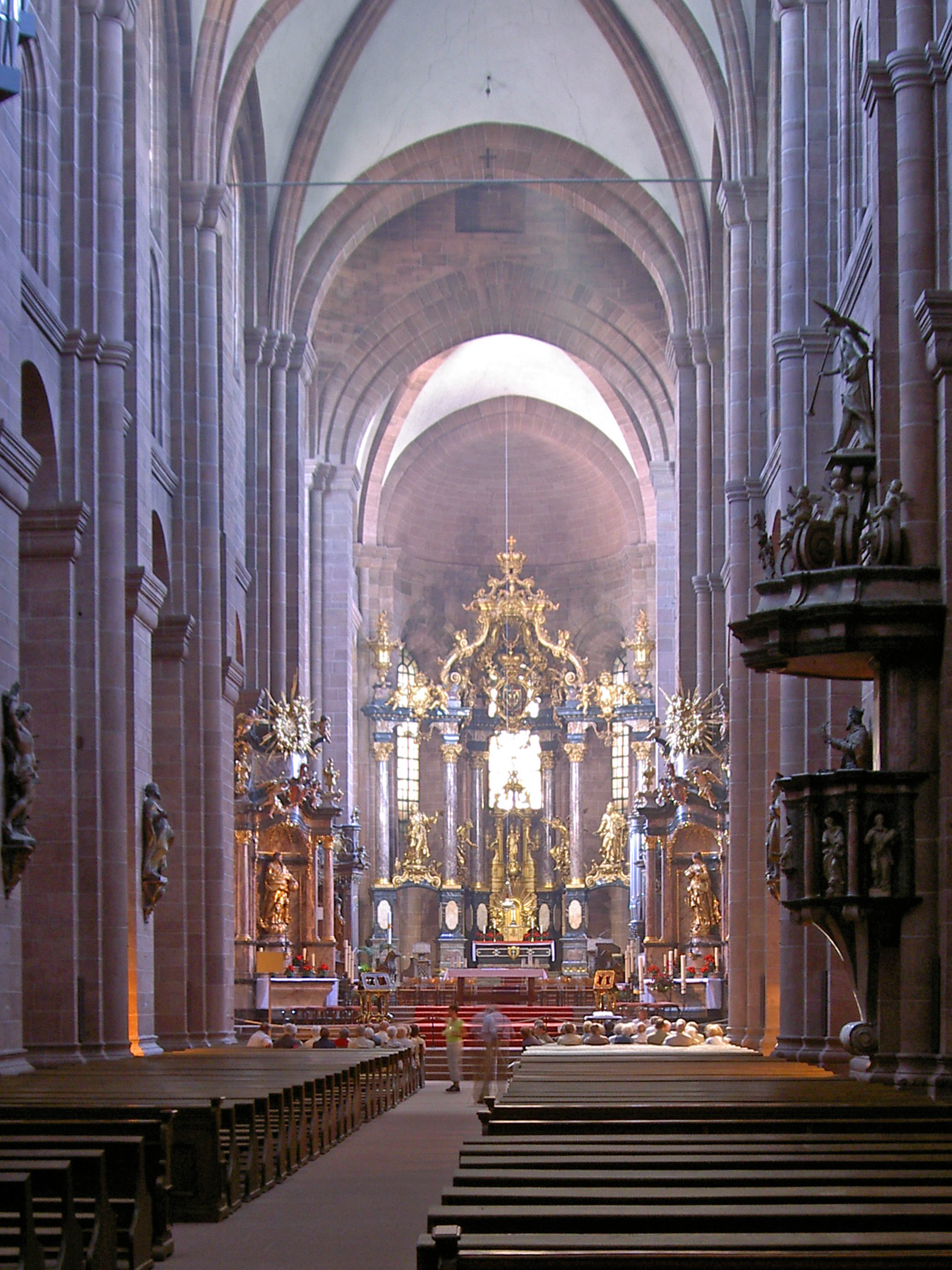
Vue de l'intérieur
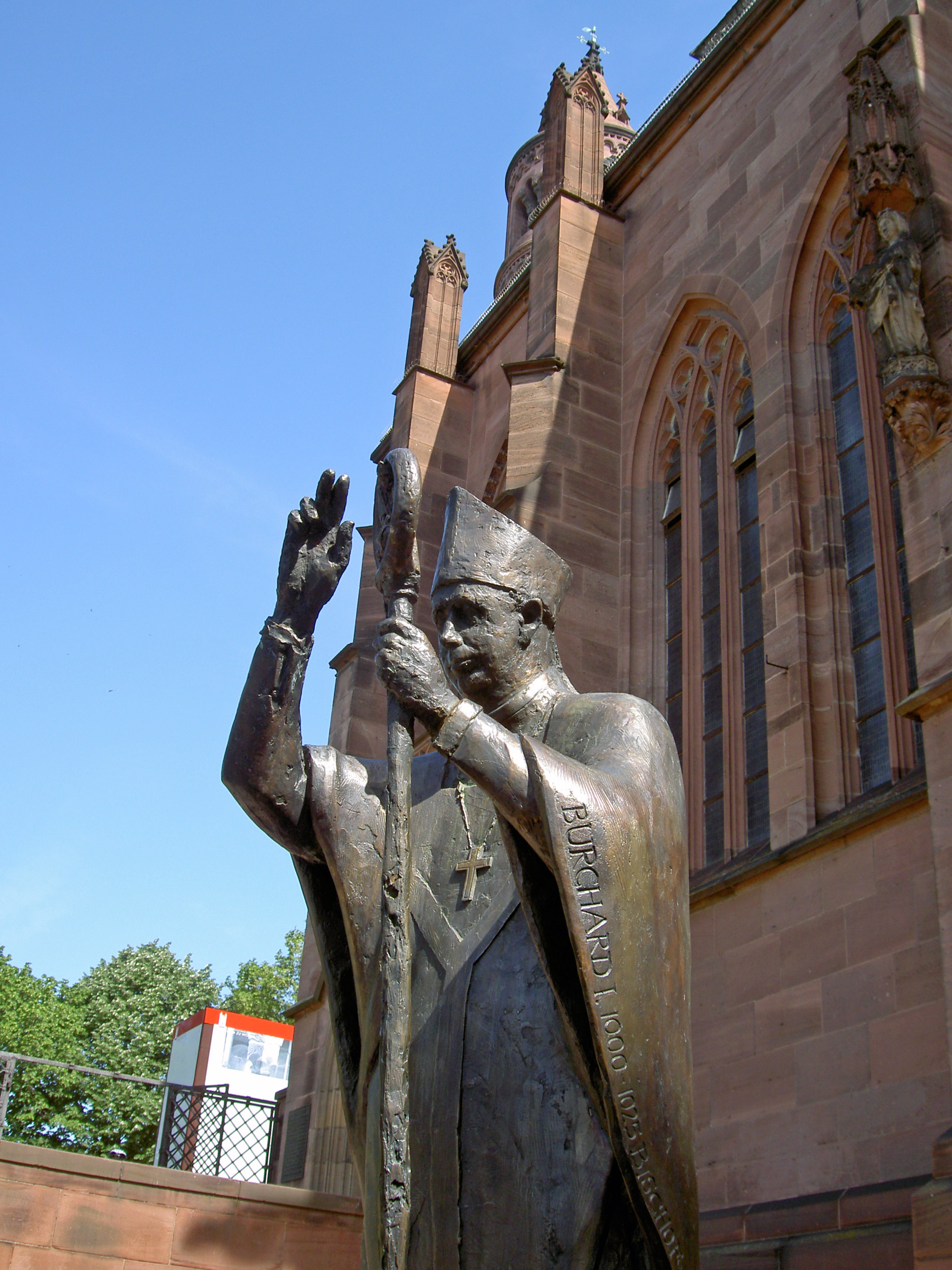
Statue de l'évêque Burchard de Worms
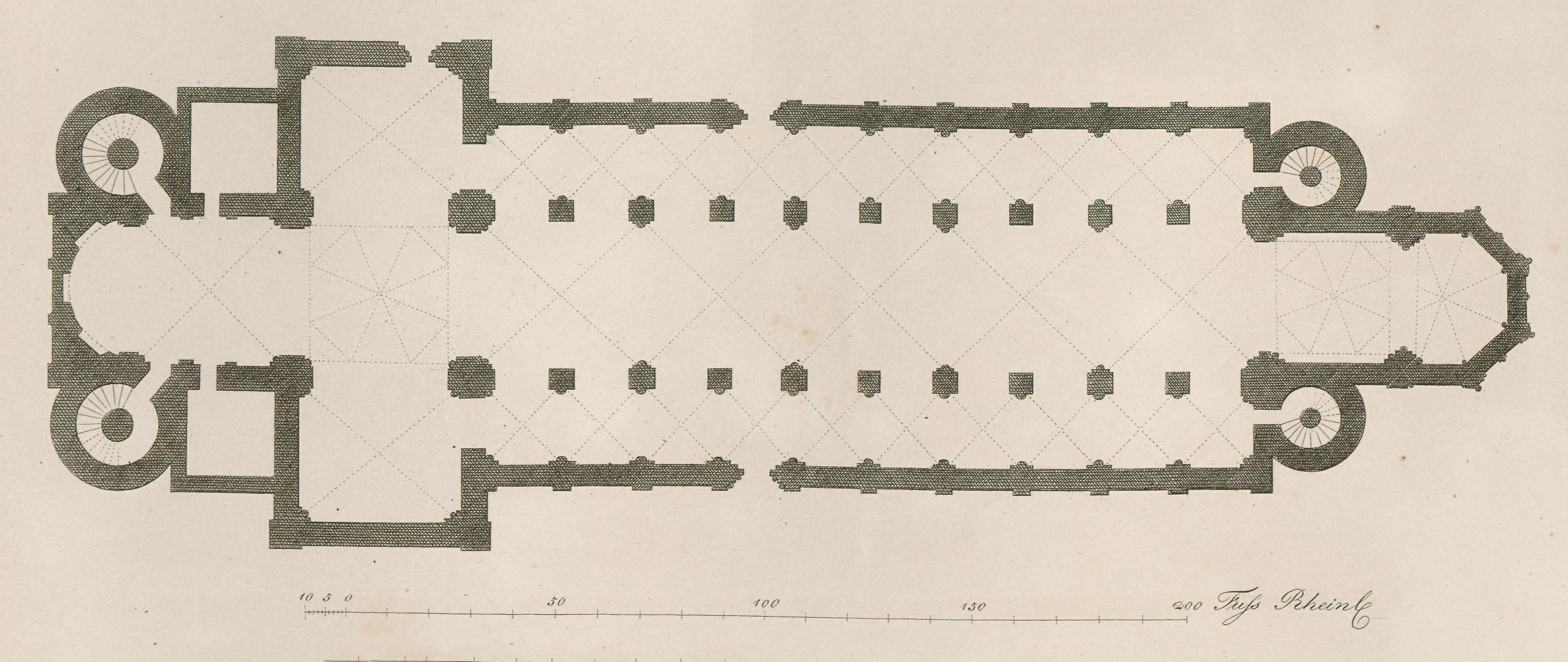
plan de la cathédrale avec ses deux absides